# Live från den mixade zonen
Live från den mixade zonen är ett livealbum från 2006 av Anders F Rönnblom. Upptagningen är från F-box-turnén och är inspelad under två kvällar, 13-14 september 2005, på Pub K5 i Örebro.

## Låtlista
- Set 1

1. Måsarna lämnar Gotland - 4:21
2. Grand Hotel - 8:24
3. Jag kysste henne våldsamt - 5:17
4. Delikatesser - 5:30
5. Caviar pizza - 6:23
6. Europa brinner - 5:55
7. Jesus på DVD - 4:35
8. Hon sköt en yuppie idag - 6:32
9. Jazz - 10:06
10. Komedia - 10:28

- Set 2

1. Din barndom skall aldrig dö - 3:01
2. Ramlösa kvarn - 5:00
3. Drömde - 4:04
4. Mer än Amerika - 5:35
5. Jesus, Marx och Billy The Kid - 7:00
6. Skratta tills tåget går - 5:31
7. Lagom hårt - 6:07
8. Osårbar - 9:25
9. Inga gränser - 2:50 (Extra)
10. Kungarike - 5:27 (Extra)
11. Vit flagg - 4:24 (Extra)
12. Det är inte snön som faller - 7:40 (Extra)
13. Skördevisa - 3:19 (Extra-Extra)